# المناشي (أسيوط)
قرية المناشي هي إحدى القرى التابعة لمركز ديروط في محافظة أسيوط في جمهورية مصر العربية. حسب إحصاءات سنة 2006، بلغ إجمالي السكان في المناشي 2721 نسمة، منهم 1380 رجل و1341 امرأة.